# Sfinx (groupe)
Sfinx est un groupe de rock progressif roumain, originaire de Bucarest.

## Biographie

### Débuts (1963-1973)
Le groupe est formé en 1963, à Bucarest. C'est le chanteur et guitariste Octav Zemlicka qui a eu l'idée de démarrer un groupe. Sfinx signifie sphinx en roumain. La première formation comprend le bassiste Corneliu Ionescu (Bibi), qui sera le seul membre constant jusqu'à la séparation du groupe. En 1966, Sfinx est diffusé pour la première fois à la radio avec Îmi place muzica et leur chanson éponyme, Sfinx. 1968 assiste à l'arrivée du batteur Marian Toroimac dans le groupe puis de Dan Andrei Aldea. Ce dernier part en 1969 pendant quelques mois, avant d'y revenir et d'en faire l'un des meilleurs groupes roumains de rock.
Le groupe joue en trio (Aldea, Ionescu, Toroimac) pendant plusieurs années. Ils jouent des reprises des Beatles, de Jimi Hendrix, Ten Years After, The Doors, The Kinks etc. En 1972, ils enregistrent leu premier disque single, Şir de cocori/Languir me fais.

### Formation classique (1973-1980)
En 1973, Sfinx se retrouve sans batteur, après le départ de Toroimac. Aldea et Bibi Ionescu, aux côtés du flûtiste Doru Donciu, effectuent plusieurs expériences musicales. À la fin de 1973, deux batteurs sont proposés dont Mihai (Mişu) Cernea (ex membre du groupe Mondial. Petre Iordache les rejoint lorsque le groupe enregistre son premier EP en 1974, Coborîse primăvara/Ziua ta/Fiii soarelui/Peste vîrfuri.
En 1974, le guitariste et compositeur Dan Bădulescu se joint à Sfinx, et à ce stade (jusque dans les années 1980), le groupe effectue plusieurs changements de personnel.Leur premier album, Lume albă est publié en 1975 et jouit du succès. À ce stade, le groupe rival, Phoenix, sort l'album à succès Cantofabule. Avec Sfinx, des tensions font surface entre les fans du premier groupe et de Phoenix. Avec l'arrivée de Bădulescu, le groupe collabore avec la Romanian Agency for Artistic Promotion, afin de prévoir de futurs concerts à l'international, notamment en Belgique.
Quelques mois après la finalisation d'un autre projet, Lume albă, sort l'album-concept Zalmoxe, qui comprend des versets poétique d'Alexandru Basarab. Bădulescu par un ami de lycée du groupe, le claviériste Nicolae (Nicu) Enache. La sortie de l'album est repoussée pour des raisons de censure politique, et sort alors en 1978 comme LP single plutôt que comme double album.

### Années 1980
En 1980, le groupe se retrouve sans Enache ; il invite alors Idu Barbu, premier claviériste du groupe à les rejoindre pour enregistrer un disque single, Focuri vii/'49-'50. Un EP est publié la même année - Din nou acasă/Zmeul/Fetele albine. La réédition de Zalmoxe en CD en 1993 comprend les trois morceaux EP en bonus. Idu Barbu joue du clavier uniquement sur Fetele albine.
Le groupe part de nouveau jouer en Belgique en 1981, et Dan Andrei Aldea décide de partir du pays, conséquence d'une demande d'asile acceptée. Il ne reviendra jamais, conséquence de la révolution roumaine de 1989 et des événements politiques qui ont pris place dans le pays au début des années 1990. Il construira son propre studio à Munich, en Allemagne et travaillera comme producteur et compositeur.
Entretemps, en 1982, un nouveau chanteur et guitariste est amené au sein du groupe, Sorin Chifiriuc, ex membre d'un groupe appelé Domino. Ensemble, Sfinx publie son dernier album, non intitulé. Certains le considèrent éponyme et d'autres comme le Albumul albastru (l'album bleu, 1984). Le groupe découvre plus tard que leur musique sonne bien mieux en version studio.

### Sfinx Experience (1990)
L'activité du groupe décline significativement à la fin des années 1980. Le groupe se sépare en 1990.

## Discographie

### Albums studio
- 1975 : Lume albă
- 1978 : Zalmoxe
- 1984 : Albumul albastru

### Singles et EP
- 1972 : Şir de cocori/Languir me fais
- 1974 : Coborîse primăvara/Ziua ta/Fiii soarelui/Peste vîrfuri
- 1980 : Focuri vii/'49-'50
- 1980 : Din nou acasă/Zmeul/Fetele albine

### Compilations
- 1979 : Formaţii rock nr. 4
- 1981 :  Club A